# Charlie Austin
Charles „Charlie“ Austin (* 5. Juli 1989 in Hungerford) ist ein englischer Fußballspieler.

## Spielerkarriere

### Swindon Town (2009–2011)
Der zuvor für verschiedene Amateurvereine aktive Charlie Austin, wechselte am 1. Juli 2009 zum englischen Drittligisten Swindon Town und unterzeichnete einen Vertrag bis zum Saisonende. Nach seinen überzeugenden Leistungen stattete ihn der Verein am 2. Februar 2010 mit einem neuen Zweieinhalbjahresvertrag aus. In der Football League One 2009/10 erzielte Austin zwanzig Ligatreffer und erreichte mit Swindon als Tabellenfünfter die Play-offs. Nach einem Erstrundenerfolg über Charlton Athletic, scheiterte er mit seinem Team im Finale in Wembley mit 0:2 am FC Millwall.

### FC Burnley (2011–2013)
Am 28. Januar 2011 wurde Charlie Austin vom Zweitligisten FC Burnley verpflichtet. Nach vier Ligaeinsätzen im Februar 2011 zog er sich im Training eine Schulterverletzung zu und fiel bis zum Saisonende aus. In der Championship-Saison 2011/12 erzielte Austin sechzehn Ligatreffer, verpasste mit Burnley jedoch den erhofften Play-off-Einzug. Im Verlauf der Spielzeit 2012/13 konnte er seine Trefferquote mit 24 Treffern noch einmal steigern.

### Queens Park Rangers (2013–2016)
Zur Saison 2013/14 wechselte Austin zum Premier-League-Absteiger Queens Park Rangers. Mit Queens Park erreichte der Angreifer, der in 31 Spielen 17 Tore erzielte, Rang vier und damit die Play-offs um den Wiederaufstieg.

### FC Southampton (2016–2019)
Im Januar 2016 wechselte er zum Erstligisten FC Southampton. Er unterschrieb einen bis Juni 2020 gültigen Vertrag. Ein Jahr vor dem Vertragsende in Southampton wechselte Austin im August 2019 für eine Ablösesumme von vier Millionen Pfund zu West Bromwich Albion. Im Januar 2021 wurde er bis zum Saisonende an die Queens Park Rangers ausgeliehen. Nach Leih-Ende wechselte er ablösefrei zu QPR.